# Edmond Leung
Edmond Leung Hon-hombre (nacido el 5 de noviembre de 1971) es un cantante y compositor, actor, productor y presentador de televisión chino que reside en Hong Kong. A los 17 años, Leung fue finalista en la octava edición de los Premios Nuevo talento para un festival de canto (新秀 歌唱 大赛) en 1989, que firmó un contrato teniendo valides con los artistas de la Capital. Inició su debut discográfico en 1990 con el lanzamiento de "Listen to the Edge" (细听 锋芒). Se lanzó al estrellato siendo uno de los ídolos adolescentes a mediados de 1990 y fue famoso por su aspecto ademirado por el público femenino, en la que muchas de sus canciones retratan la vida de los hombres tímidos abandonados por sus amores. 

## Discografía

### Artistas de capital lanzamientos
- 1990: Listen to the Edge (細聽鋒芒)
- 1991: Thinking of You, Waiting for You (想著你等著你)
- 1993: Confused Feelings (糊塗感情)
- 1994: Don't Want to Be Alone (不願一個人)
- 1994: One Special Selection (壹精選)
- 1995: Change of Affection (移情別戀)
- 1995: The Feeling of Holding You (抱著妳 感覺很好)
- 1996: Breathe (呼吸)
- 1997: Shy Kiss (偷吻)
- 1997: Best Friend (好朋友)
- 1998: 002
- 1998: Sparkle (星火)
- 1998: Edmond's 17 Best Love Songs (梁漢文為你唱情歌17首)
- 1999: Enjoy Life As You Can (隨時行樂)
- 1999: Madam! Madam! (太太! 太太!)
- 2000: The Butterfly has Come to this World (蝴蝶來過這世界) - Mandarin Chinese
- 2000: Parental Guidance (PG家長指引)
- 2001: Music is the Answer

### Etiqueta de oro
- 2003: Number 10 (10號)
- 2004: 03/Four Seasons (03/四季)
- 2004: Effort & Love
- 2006: The Story of June
- 2007: Edmond's Collection 2007 (梁漢文集 2007) - New + Best Selections
- 2008: Edmond Hits 48 - New + Best Selections
- 2009: "Love and Peace"

## Filmografía

### TV series
- 1997: The Disappearance (隱形怪傑)
- 1999: Street Fighters (廟街·媽·兄弟) as Wong Man-Dik
- 2002: The Monkey King: Quest for the Sutra (齊天大聖孫悟空) as Tong Sam-Chong
- 2003: Hearts of Fencing (當四葉草碰上劍尖時) as Chiu Chui-Shuet (Mr. Sword)
- 2007: ICAC 2007 (廉政行動2007之沙丘城堡) as Leung Chi-Kit
- 2008: Dressage to Win (盛裝舞步愛作戰) as himself
- 2008: Taste of Happiness (幸福的味道) as Ray

### Shows de variedades
- 2006: Beautiful Cooking (美女廚房)
- 2009: Beautiful Cooking II (美女廚房2)
- 2021: Call Me By Fire (披荆斩棘的哥哥)[1]

### Películas
- 1996: 金枝玉葉II
- 1996: 正牌香蕉俱樂部
- 1996: 運財至叻星
- 1996: 金田一手稿之奇異檔案
- 1996: 旺角風雲
- 1996: 假男假女
- 1997: Legend of the Wolf (戰狼傳說)
- 1997: 蘭桂坊七公主
- 1997: 我有我瘋狂
- 1998: 戇豆豆追女仔
- 1998: 對不起，隊林你
- 1998: 烈火青春
- 1999: 有時跳舞
- 2000: 藍煙火
- 2002: 飄忽男女
- 2002: 夏日冬蔭功
- 2002: 心跳
- 2002: Troublesome Night 15 (陰陽路十五之客似魂來)
- 2002: 橫財就手
- 2003: 新收數王之貴利王
- 2003: 魅醒時份
- 2003: 超級特警
- 2003: 現代古惑仔
- 2003: I級暗殺令
- 2003: 午夜出租
- 2003: 鬼味人間II：鬼屋幻影
- 2003: 旺角風雲
- 2003: 我愛一碌葛
- 2004: My Sweetie 甜絲絲
- 2004: 噩夢
- 2006: McDull, the Alumni 春田花花同學會
- 2007: It's a Wonderful Life
- 2010: Once Upon a Chinese Classic
- 2011: Chase Our Love
- 2011: Summer Love Love